# Синьковская волость
Синьковская волость — волость в составе Дмитровского уезда Московской губернии. Существовала до 1929 года. Центром волости было село Синьково.
В 1917 году из Синьковской волости в Дмитровскую были переданы селения Зверково, Матвеево, Подмошье и Савелево, а в Рогачёвскую — Куракино и Романцево. Одновременно к Синьковской волости было присоединено селение Лишенино Ольговской волости.
По данным 1918 года в Синьковской волости Дмитровского уезда было 8 сельсоветов: Арбузовский, Бунятинский, Ведерницкий, Голядский, Карповский, Синьковский, Турбичевский, Шульгинский.
В 1923 году Шульгинский с/с был присоединён к Бунятинскому, а Ведерницкий с/с переименован в Спасо-Ведерницкий.
В 1924 году Спасо-Ведерницкий с/с был переименован в Ведерницкий.
В 1927 году из части Бунятинского с/с был образован Хвостовский с/с, а из части Турбичевского — Селивановский с/с.
В ходе реформы административно-территориального деления СССР в 1929 году Синьковская волость была упразднена.